# Vườn quốc gia Chaloem Rattanakosin
Vườn quốc gia Chaloem Rattanakosin (tiếng Thái: อุทยานแห่งชาติเฉลิมรัตนโกสินทร์), còn được gọi là Vườn guốc gia Tham Than Lot (อุทยานแห่งชาติถ้ำธารลอด), là một vườn quốc gia ở tỉnh Kanchanaburi, Thái Lan. Công viên này có núi, hang động và thác nước, là một phần của khu bảo tồn Rừng phía Tây.

## Địa lý
Vườn quốc gia Chaloem Rattanakosin nằm cách thị trấn Kanchanaburi 97 kilômét (60 mi) về phía Bắc thuộc huyện Nong Prue. Với diện tích 36.875 rai ~ 59 kilômét vuông (23 dặm vuông Anh), nó là công viên nhỏ nhất ở tỉnh Kanchanaburi.
Đỉnh cao nhất của dãy núi trong vườn quốc gia là Khao Kamphaeng với độ cao 1.260 m (4.130 ft).

## Lịch sử
Hiện vật và hài cốt con người, được cho là từ những người lính Miến Điện xâm lược vào cuối triều Ayutthaya, được phát hiện tại đây.
Vào ngày 12 tháng 2 năm 1980, Chaloem Rattanakosin được chỉ định là công viên quốc gia thứ 17 của Thái Lan.